# Petrus Crinitus
Pietro Baldi Del Riccio, dit Pietro Crinito ou encore Petrus Crinitus (l'italien riccio signifiant « bouclé » et le latin crinitus « chevelu »), né le 9 janvier 1475 à Florence (Italie), mort le 5 juillet 1507 à Florence, est un érudit de la Renaissance.

## Biographie
Petrus Crinitus est surtout connu pour son ouvrage De honesta disciplina, publié en 1504, dont Nostradamus se serait inspiré pour certains passages de ses Prophéties.

### Édition moderne
- Pietro Crinito, De honesta disciplina; a cura di Carlo Angeleri, Rome, 1955.

### Biographie
- Carlo Angeleri, « Contributi biografici su l'umanista Pietro Crinito, allievo del Poliziano », dans Rivista Storica degli Archivi Toscani, 5e année, 1933 (Florence).

### Études sur l'œuvre
- Perrine Galand-Hallyn, « Les Miscellanées de Pietro Crinito : une philologie de l’engagement et du lyrisme », dans Dominique de Courcelles (dir.), Ouvrages miscellanées et théorie de la connaissance à la Renaissance, Publications de l’École nationale des chartes, 2003, p. 57-77, en ligne.

### Emprunts de Nostradamus
- Pierre Brind'Amour, Nostradamus astrophile. Editeur Klincksieck – 1993  (ISBN 2252028963)
- Nostradamus, Les premières Centuries ou Prophéties, édition et commentaire par Pierre Brind'Amour; Genève, Droz, 1996, pp. 45-51, 108-112.